# Mongmong-Toto-Maite
Mongmong-Toto-Maite (Chamorro : Mong Mong-Totu-Maiti) est l'une des dix-neuf villes du territoire des États-Unis de Guam.